# Lascoria ambigualis
Lascoria ambigualis là một loài bướm đêm thuộc họ Noctuidae. Nó được tìm thấy ở Wisconsin tới Maine, phía nam đến Florida và Texas.
Sải cánh dài 21–25 mm. Con trưởng thành bay từ tháng 4 đến tháng 9. There are two generations in Connecticut và multiple broods in Missouri.
Ấu trùng ăn các loài Chrysanthemum, bao gồm aster, blackberry và verbesina. Larvae have also been reared on dead leaves.

## Hình ảnh

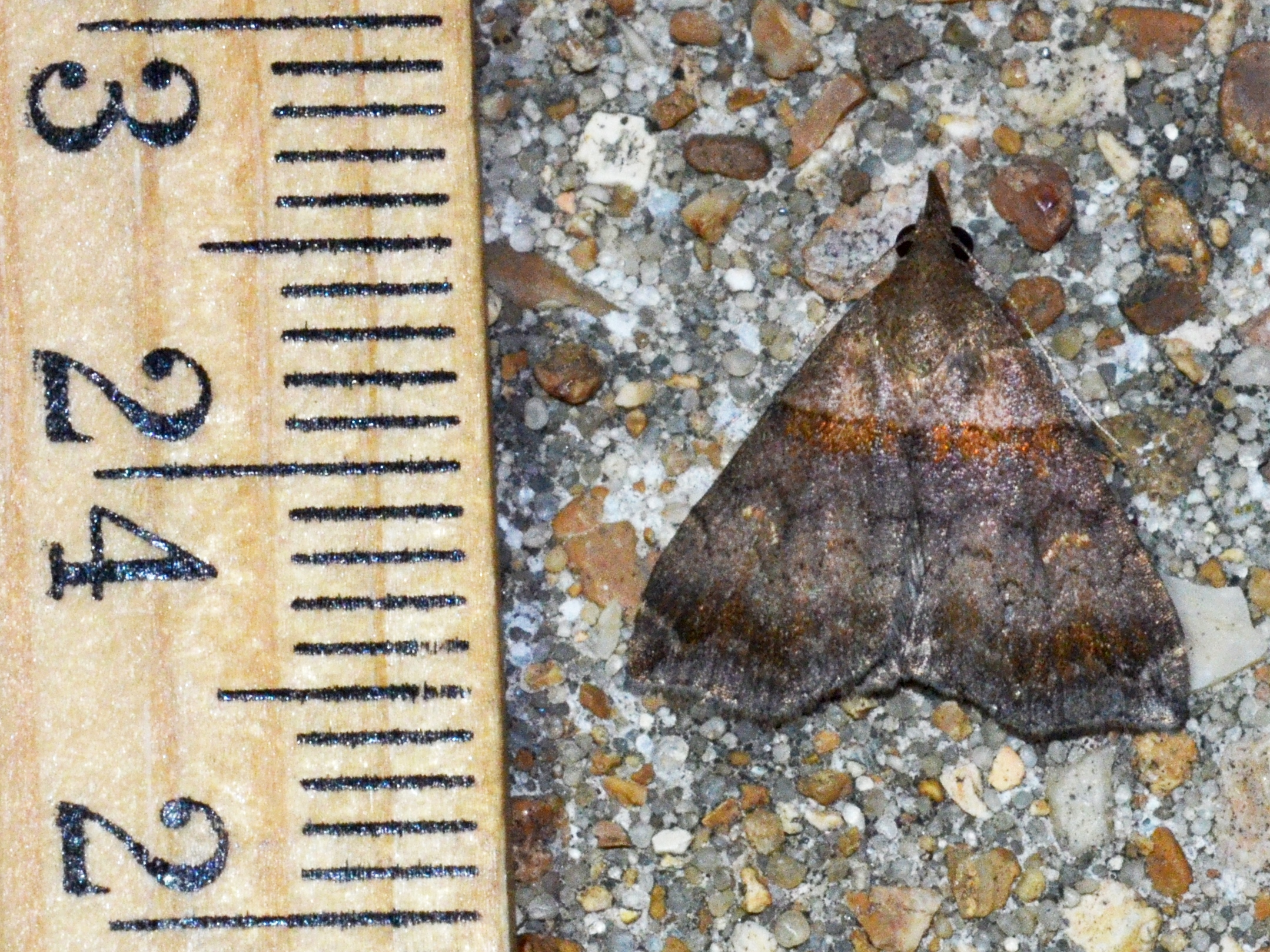